# Nazionalna Suspilna Teleradiokompanija Ukrajiny
Die Nazionalna Suspilna Teleradiokompanija Ukrajiny (ukrainisch Національна суспільна телерадіокомпанія України, übersetzt Nationale öffentlich-rechtliche Rundfunkgesellschaft der Ukraine), die unter dem Namen UA:Suspilne mowlennja (UA:Суспільне мовлення) auftritt, ist der öffentlich-rechtliche Rundfunk der Ukraine.
Sie geht hervor aus Nazionalna Telekompanija Ukrajiny (NTU, ukrainisch Національна Телекомпанія України, deutsch Nationale Fernsehgesellschaft der Ukraine) ist die staatliche Fernsehanstalt der Ukraine. Sie wurde am 20. Januar 1965 gegründet. Sie unterhielt das einzige staatliche Fernsehprogramm Perschyj Nazionalnyj (Erstes Nationales).

## Geschichte
Zum 1. Januar 2015 soll der Fernsehsender gemeinsam mit den übrigen bisher staatlichen Rundfunkunternehmen in eine öffentlich-rechtliche Rundfunkanstalt gemäß europäischen Standards umgewandelt werden. Das entsprechende Gesetz über den öffentlich-rechtlichen Rundfunk wurde im Mai 2014 vom ukrainischen Parlament verabschiedet und von Interims-Präsident Oleksandr Turtschynow unterzeichnet. Bereits seit den 1990er Jahren hatte es mehrere Anläufe zur Reform des Staatsrundfunks gegeben. Die Beratungen zur Gesetzgebung sowie der 2014 gestartete Reformprozess wurde von internationalen Organisationen maßgeblich unterstützt, darunter von der OSZE und der Europäischen Rundfunkunion (EBU). Im April 2015 unterzeichnete Staatspräsident Petro Poroschenko die Gesetzesnovelle über den öffentlichen Rundfunk, die die Zusammenführung des Nationalen Fernsehens, des Nationalen Hörfunks, des nationalen Kulturrundfunks, der regionalen Rundfunksender in Staatsbesitz und der Filmproduktionsfirma „Ukrtelefilm“ in eine einheitliche öffentliche Rundfunkgesellschaft regelt. Für den neuen Sender wurde die Rechtsform einer Aktiengesellschaft in Staatsbesitz festgelegt.
Angesichts großer Finanzierungsengpässe des im Reformprozess begriffenen Senders stellten EBU-Mitgliedssender aus Deutschland und Dänemark NTU im Herbst 2015 Programme zur unentgeltlichen Ausstrahlung zur Verfügung.

### Erzwungener Rücktritt des Intendanten im März 2014
Am Abend des 18. März 2014 drang eine Gruppe von Parlamentsabgeordneten und Unterstützern der Partei Allukrainische Vereinigung „Swoboda“ unter Führung von Ihor Miroschnytschenko (er ist stellvertretender Vorsitzender des „Ukrainischen Komitees für Meinungsfreiheit“) in das Kiewer Büro des Chefs des Fernsehsenders, Olexander Pantelejmonow, ein und zwangen ihn mit Schlägen, eine Kündigungserklärung zu unterschreiben. Sie warfen ihm vor, er sei ungeeignet, weil er russische Propaganda unterstütze. Der Sender hatte Ausschnitte von einem Auftritt des russischen Präsidenten Wladimir Putin gezeigt, in dem dieser das Ergebnis einer umstrittenen Volksabstimmung für einen Anschluss der Republik Krim an Russland begrüßte (siehe Annexion der Krim durch Russland). Am 25. März 2014 wurde der Fernsehjournalist Zurab Alasania von der Übergangsregierung zum neuen NTU-Intendanten ernannt.

### Eingliederung des ukrainischen Hörfunks und Umbenennung
2017 wurde auch das frühere staatliche ukrainische Radio Teil des öffentlichen-rechtlichen Rundfunks. Im gleichen Jahr wurde die Anstalt in UA:PBC umbenannt und tritt seit 2019 als Suspilne – Ukrainisch „öffentlich“ auf. Der Aufbau eines stärker europäisch geprägten öffentlich-rechtlichen Rundfunks erfolgte in den darauffolgenden Jahren durch die Zusammenarbeit zwischen Suspilne und öffentlichen Rundfunkanstalten aus ganz Europa; die DW Akademie und BBC Media Action unterstützten die Transformation von Suspilne mit Mitteln der EU und des deutschen Auswärtigen Amtes.
Im April 2020 startete Suspilne eine tägliche Live-Nachrichtensendung mit dem Namen „In Quarantäne“ mit Informationen über die Covid-19-Pandemie. Die Sendung kam beim Publikum gut an und wurde bereits in den ersten fünf Tagen über fünf Millionen Mal angesehen. Im Sommer 2021 sollte der modernisierte Newsroom an den Start gehen.

## Programme

### Fernsehen
Nationales Fernsehen:
- UA:Perschyj (Erstes Programm)
- UA:Kultura

Regionales Fernsehen (bis 2021: 22 Regionalprogramme):
- UA:Krim (Autonome Republik Krim)
- OTB (Oblast Charkiw)
- Skifiya (Oblast Cherson)
- Podillya-Centr (Oblast Chmelnyzkyj)
- 51 Kanal (Oblast Dnipropetrowsk)
- UA:Donbas (Oblast Donezk und Oblast Luhansk)
- UA:Karpaty (Oblast Iwano-Frankiwsk)
- Centralnyi Kanal (Oblast Kiew)
- Kirovohrad (Oblast Kirowohrad)
- TRC Lviv (Oblast Lwiw)
- Mykolaiv (Oblast Mykolajiw)
- Siverska (Rajon Nowhorod-Siwerskyj)
- ODT (Oblast Odessa)
- Ltava (Oblast Poltawa)
- UA:Riwne (Oblast Riwne)
- UA:Sumy (Oblast Sumy)
- Zaporizhia (Oblast Saporischschja)
- Zhytomyr (Oblast Schytomyr)
- TTB (Oblast Ternopil)
- Tysa-1 (Oblast Transkarpatien)
- Ros (Oblast Tscherkassy)
- Siver (Oblast Tschernihiw)
- Bukovyna (Oblast Tscherniwzi)
- Vintera (Oblast Winnyzja)
- Nova Volyn (Oblast Wolyn)

### Radio
Nationales Radio (UA:Ukrajinske radio):
- UR1
- UR2
- UR3
- Radio Ukraine International